# Licencia MirOS
MirOS es una licencia de código abierto para software y otros trabajos culturales libres como gráficos, literales, musicales,…) surgido en el proyecto MirOS para sus propias publicaciones ya que la licencia ISC utilizada por OpenBSD tenía problemas de redacción y se percibía como demasiado etnocentrista. Es una licencia permisiva de estilo BSD/MIT.
Otra novedad es que esta licencia estuvo diseñada para cualquier clase de trabajo registrable desde el principio, no solo se ajusta a la Definición de Código abierto y a las directrices de software libre Debian sino también a la Definición de Conocimiento Abierto y, de hecho, fue aprobada por el Open Knowledge Foundation (OKFN) mucho antes que la Open Source Initiative (OSI).[cita requerida]
La licencia no se ha sometido a ninguna revisión legal formal, pero está listado en las páginas ifrOSS. La Fundación de Software Libre no la ha añadido formalmente como una licencia de software libre o de Documentación Libre, pero su directorio de software tiene una categoría para esta licencia.
La licencia fue aceptada como licencia de contenido libre según la definición de  obras culturales libres.